# Paul Lokiru Kalanda
Paul Lokiru Kalanda (* 24. Februar 1927 in Buwunde; † 19. August 2015 in Masaka) war ein ugandischer römisch-katholischer Geistlicher und Bischof von Fort Portal in Uganda.

## Leben
Paul Lokiru Kalanda besuchte 1942 das Knabenseminar Bukalasa Minor Seminary, wo er auch Emmanuel Wamala kennenlernte. Mithilfe eines Stipendiums der Propaganda Fide konnte er Theologie und Philosophie am Katigondo Major Seminary studieren, später an der Päpstlichen Universität Urbaniana in Rom. Er empfing am 21. Dezember 1957 die Priesterweihe. An der University of Oxford absolvierte er das Studium African Social Anthropology. An der Päpstlichen Universität Gregoriana wurde er in Kanonischem Recht promoviert. Er war der erste einheimische Rektor des Katigondo Major Seminary.
Papst Johannes Paul II. ernannte ihn am 29. November 1980 zum Bischof von Moroto. Der Erzbischof von Kampala, Emmanuel Kiwanuka Kardinal Nsubuga, spendete ihm am 22. März des nächsten Jahres die Bischofsweihe; Mitkonsekratoren waren Adrian Kivumbi Ddungu, Bischof von Masaka, und Sisto Mazzoldi MCCJ, emeritierter Bischof von Moroto.
Am 17. Juni 1991 wurde er zum Bischof von Fort Portal ernannt. Am 18. März 2003 nahm Papst Johannes Paul II. seinen altersbedingten Rücktritt an. Von Dezember bis Juli 2005 war er Apostolischer Administrator des Bistums Lira.
Kalanda sprach neben seiner Muttersprache Luganda auch Kisuaheli, Runyoro-Rutooro (Nyoro), Karamojong, Latein, Englisch, Französisch und Italienisch.